# Sivan Shavit
Sivan Shavit (hebreo: סיון שביט) es una cantante y actriz de doblaje israelí, nacida en Nir Oz el 12 de diciembre de 1967 (57 años). Su música se encuentra entre el ambient, el soft pop y el pop intimista con influencias del rock o el blues. En sus primeros años vivió en Grecia, Estados Unidos y Reino Unido hasta volver a Israel a la ciudad de Hod HaSharon. A los 17 años se trasladó a Tel Aviv a estudiar en la escuela de artes de Thelma Yellin, donde se graduó, y más tarde estudió cine en la universidad de esta misma ciudad. También es conocida por su labor social y su activismo en favor de los derechos humanos. Está casada con el guitarrista y productor Amir Goldsmith, con quien tiene un hijo, y actualmente vive en Berlín.

## 1989
Comienza su carrera junto al músico israelí de origen belga Jean-Jacques Goldberg como vocalista y en 1989 publica un sencillo titulado Nesichot Lo Metot (Las princesas no mueren) con un estilo entre el new wave y el rock. Alcanza el éxito y se convierte en una de las canciones más radiadas de ese año, pero Sivan decide abandonar ese estilo y frena su carrera. Aunque continuó componiendo y colaborando con otros músicos, pasaron siete años hasta la publicación de su álbum debut.

## 1996, Hakahol ha’afor haze
En 1996 publica su primer álbum titulado Hakahol ha’afor haze  (En esta triste luz gris). La música fue escrita entre Emir Tsoref (guitarras, teclas, arreglista y productor musical) y la propia Sivan. Las letras en hebreo cuentan pequeñas historias cotidianas y en lo musical destacan los arreglos de piano y cuerda con incursiones de elementos cacofónicos (desde percusión metálica a sierras) que le dan al disco un aire hipnótico. Del tema Hakahol ha’afor haze  rodó un vídeo dirigido por el fotógrafo israelí Tamar Caravana, aunque el tema más conocido de este álbum fue la canción Nashki Oti (Bésame) gracias a la importancia del tema en la película Caminar sobre las aguas de 2004 dirigida por Eytan Fox. El éxito de este tema vino algunos años después de la edición del disco y le dio a conocer fuera de Israel.

## 1996 - 2006
Tras la publicación de su primer trabajo y el reconocimiento de la crítica, Sivan Shavit no publicó ningún álbum en diez años, en los que se limitó a colaborar musicalmente con otros cantantes israelíes como Assaf Amdorsky, Yossi Evbelyaki, Yaheli Sobol, Amir Lev o Eviatar Banai. También trabajó como actriz en diferentes proyectos. De este periodo destacan papeles en la miniserie de televisión Ke'Ilu Klum Lo Kara (1999), el corto Garger al Haris (1997) o el largometraje Himmo Melech Yerushalaim (1987) en el papel de Ivria. También colaboró en las bandas sonoras de Shminiya, Ha, Florentine, Sherman en invierno o Superheroes y puso su voz en series infantiles como Totally Spies!, Los Moomins, Inspector Gadget y películas como Monstruos S.A, Stuart Little, Buscando a Nemo o Los mundos de Coraline.
En 2004 publicó el tema Lalev sheli ein bait (Mi corazón no necesita una casa), tema de cabecera de la serie de televisión Love Hurts (El amor duele) con un vídeo dirigido por Uri Shitser donde se incluyen imágenes de la serie. El éxito de este tema fue la semilla de su siguiente álbum.

## 2006, Vanil
En 2006 Sivan Shavit publica su segundo y esperado álbum titulado Vanil (Vainilla). Con el mismo estilo de su primer trabajo, integra el lado dulce y amargo de la vainilla, letras sobre pequeñas historias cotidianas y pop intimista, donde los sonidos arriesgados dejan paso a los sonidos electrónicos. De este trabajo publicó cuatro sencillos con cuatro videoclips: El ya mencionado Lalev sheli ein bait (Mi corazón no necesita una casa), Vanil (Vainilla) dirigido por Ella Bloch, Kartis Tisa (Billete de avión) dirigido por Oded Binon y Michal Brezis, y el más reciente Et mi at mashka dmaot  (¿Por quién derramas tus lágrimas?) dirigido por Ram Shani y Tomer Stolz.

## 2010, Binyanim Nemesim
El 6 de junio de 2010 edita su tercer álbum Binyanim Nemesim (בניינים נמסים, Edificios derritiéndose). A través de su espacio en YouTube ha dado a conocer los temas Mabatim LaRitzpa (מבטים לרצפה, Mirando al suelo) y Aruhat Yom Shishi (ארוחת יום שישי, Cena de viernes) como adelanto de este trabajo, compuesto junto a su pareja Amir Goldsmith. Coincidiendo con el lanzamiento de este álbum también ha dado a conocer su trabajo en el campo de la fotografía.

## Discografía
- Hakahol ha’afor haze  (En esta triste luz gris, 1996)
- Vanil (Vainilla, 2006)
- Binyanim Nemesim (בניינים נמסים), Edificios derritiéndose, 2010)

## Sencillos
- Nesichot Lo Metot (Las princesas no mueren)
- Hakahol ha’afor haze (En esta triste luz gris)
- Lalev sheli ein bait (Mi corazón no necesita una casa)
- Vanil (Vainilla)
- Kartis Tisa' (Billete de avión)
- Et mi at mashka dmaot (¿Por quién derramas tus lágrimas?)